# Communes du canton de Neuchâtel

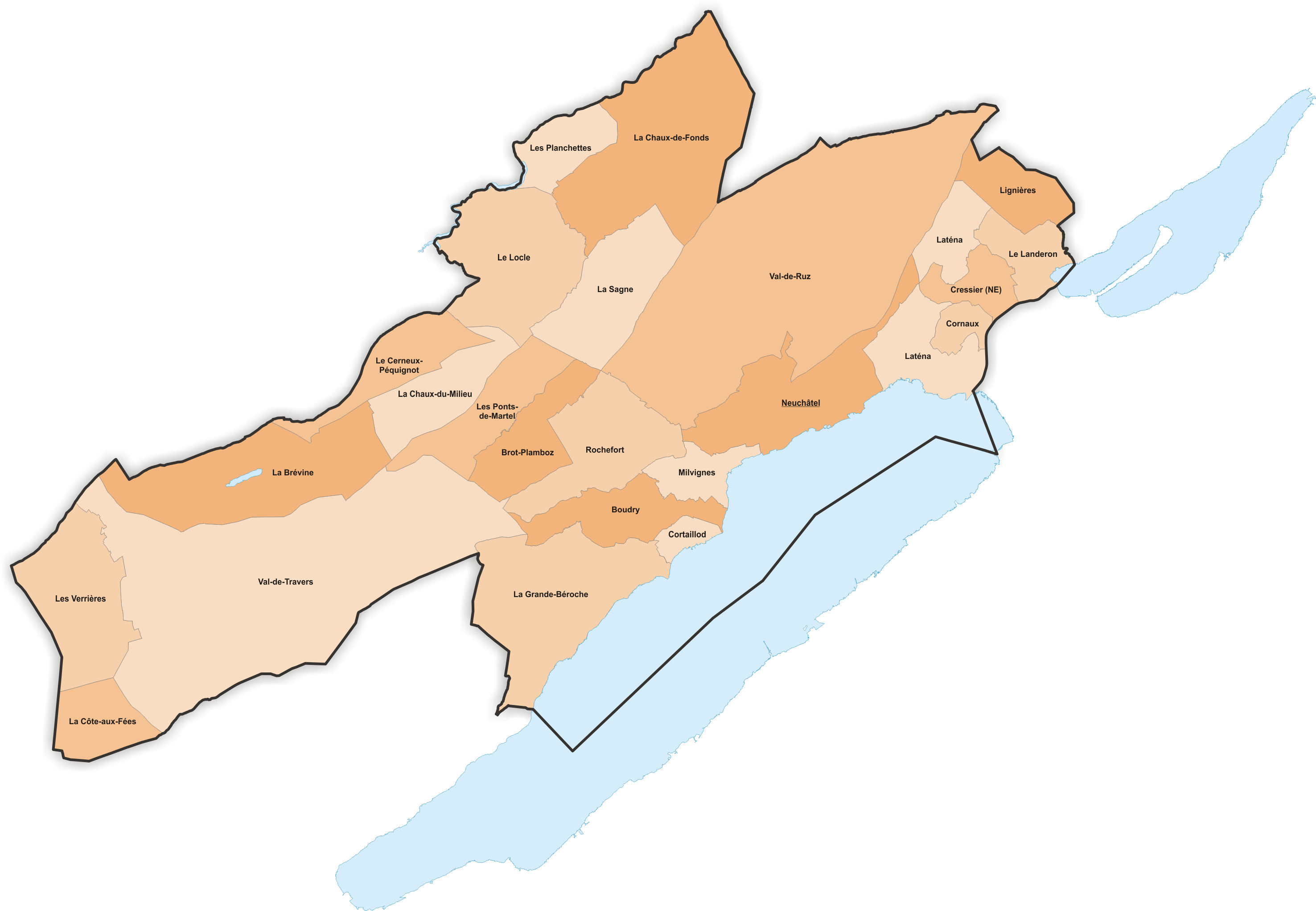
Carte du canton de Neuchâtel présentant sa division en communes en 2025.

Cet article présente l'évolution des communes du canton de Neuchâtel. Les communes politiques neuchâteloises modernes datent de la seconde moitié du XIXe siècle et reprennent des structures urbaines ou villageoises précédentes.

## Histoire

### Communautés, corporations et bourgeoisies d'Ancien Régime

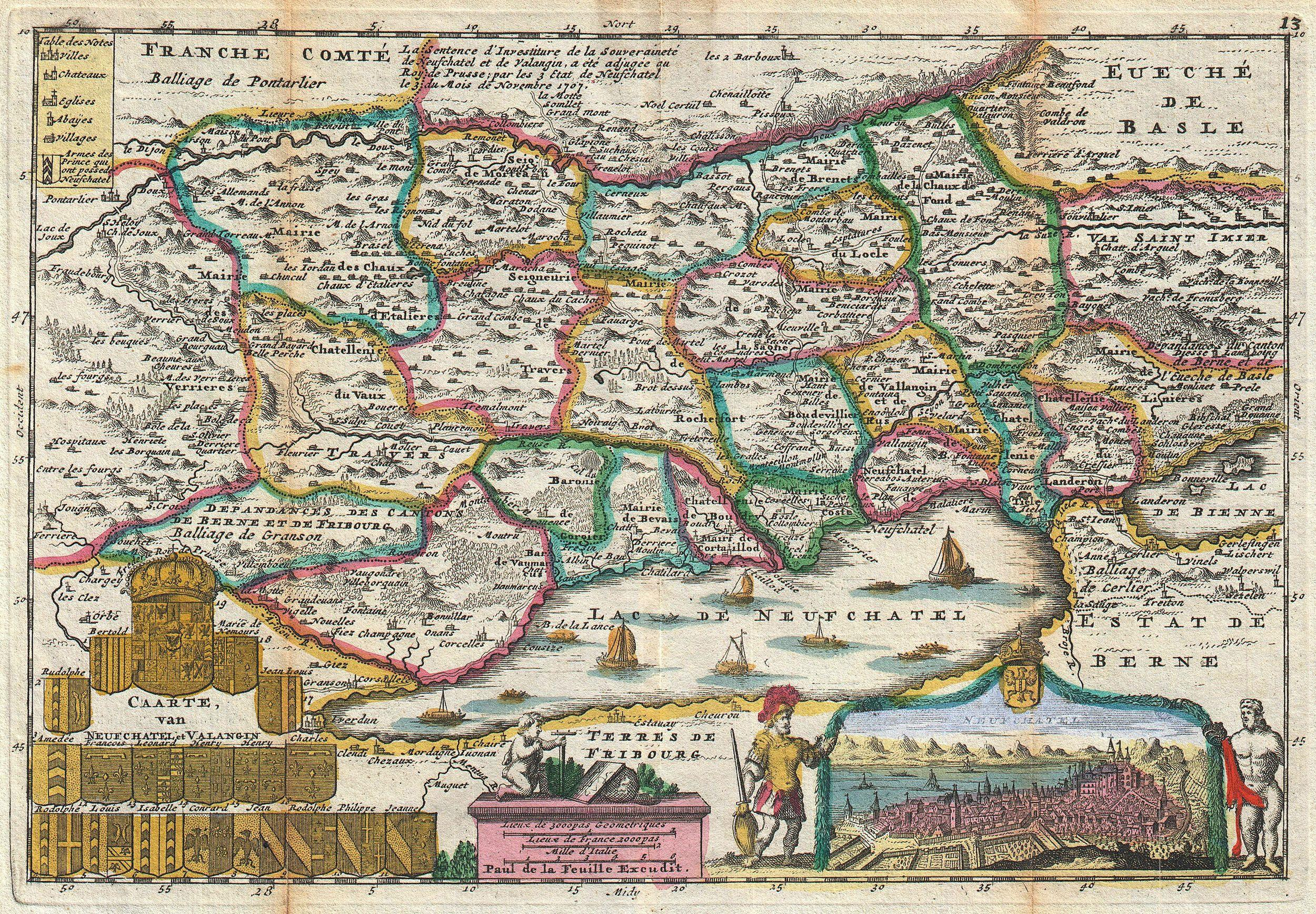
Carte des subdivisions de la Principauté de Neuchâtel et Valangin en 1747 par Daniel de Lafeuille.
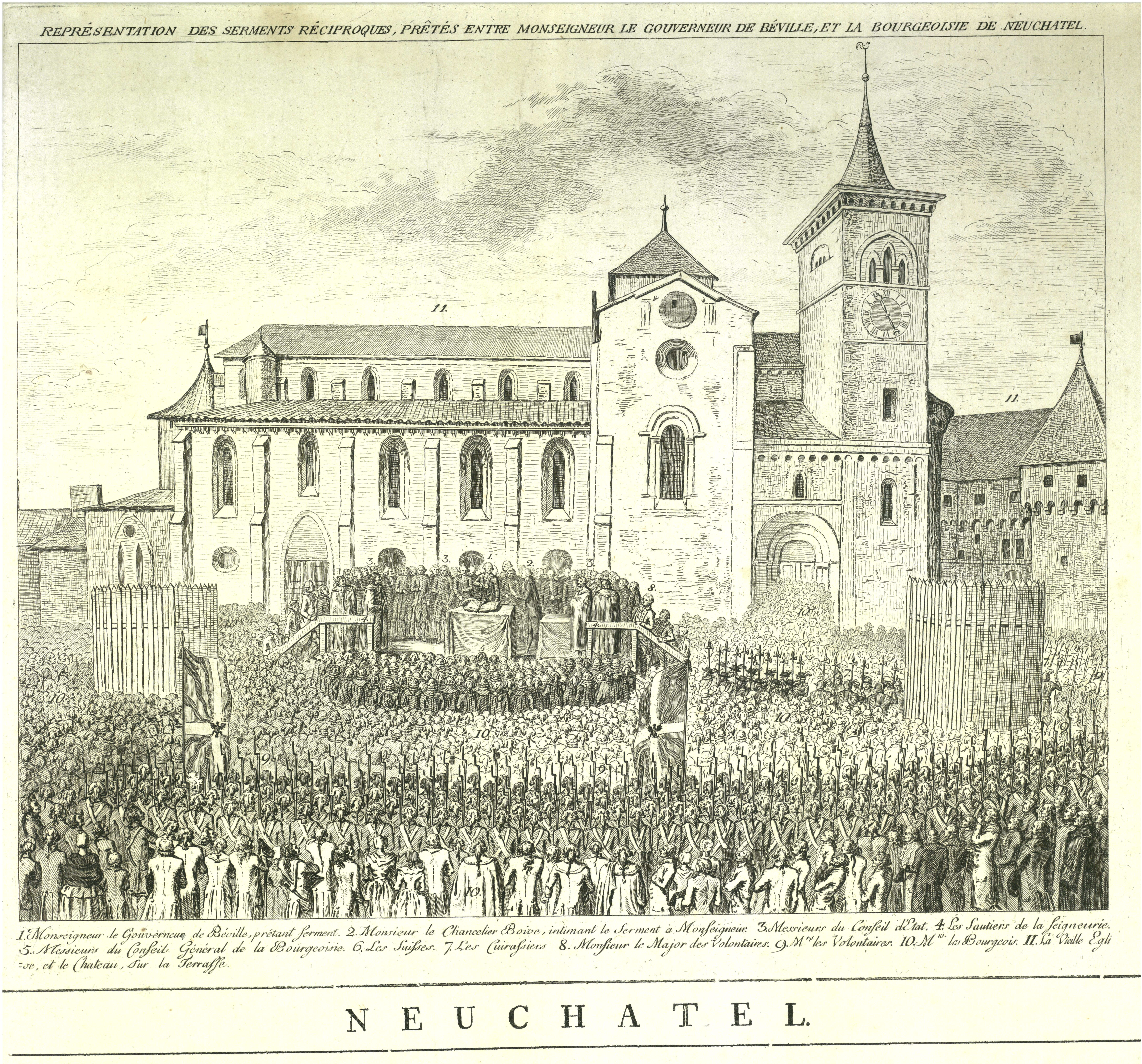
Représentation des serments réciproques, prêtés entre Monseigneur le Gouverneur de Béville et la Bourgeoisie de Neuchâtel (Alexandre Girardet)

Dans le comté de Neuchâtel et la seigneurie de Valangin, puis principauté de Neuchâtel, les communautés urbaines et villageoises s'organisent autour d'associations de communiers ou ressortissants (appelées parfois parfois générales ou honorables communautés, corporations ou bourgeoisies) pour régler les besoins d'entraide et de protection,. Les bourgeoisies neuchâteloises sont au nombre de quatre : Neuchâtel, Valangin, Boudry et Le Landeron.
Dans ces communautés, le pouvoir politique appartient aux ressortissants, quel que soit leur domicile, et non aux habitants.
À côté de ces communautés urbaines et villageoises, il existe des juridictions judiciaires ou civiles appelées mairies. Un maire agissant au nom du seigneur ou du comte (puis prince) est à la tête de chaque mairie. Si certaines mairies sont exclusivement judiciaires, d'autres sont également des centres de perception des recettes, ainsi celles de Neuchâtel, La Côte, Rochefort et Boudevilliers (réunies en une seule recette en 1569, sous le nom de Quatre-Mairies). On trouve également d'autres juridictions aux compétences criminelles et civiles que sont les châtellenies et les seigneuries. Ce système durera jusqu'à la révolution de 1848.

### Communes et municipalités (XIXesiècle)
Après la révolution neuchâteloise du 1er mars 1848, les républicains s'attaquent au pouvoir des bourgeoisies et des communes. Dans la nouvelle constitution neuchâteloise du 30 avril 1848, six préfectures de district remplacent les 17 maires et châtelains de l'Ancien Régime pour unifier le pays. Une loi du 28 novembre 1850 crée le système des municipalités (communes d'habitants) en parallèle à celui des communes bourgeoises (de communiers). Cette loi prévoit également le droit de vote des étrangers au niveau local. Certaines municipalités sont imposées par le canton en 1848 (Le Locle, Travers, La Chaux-de-Fonds) et en 1856 (Neuchâtel),.
En 1858, un projet de constitution cantonale prévoit de créer une commune des Eplatures pour tous les Neuchâtelois sans origine et pour les apatrides. Opposés à ce qu'ils considèrent comme une monstruosité, les délégués de 46 communes et bourgeoisies réunies à La Tourne à l'été 1858 préfèrent intégrer en leur sein ces habitants sans origine, ce qui sera concrétisé en juin 1869. En juillet 1859, le Grand Conseil décide l'incorporation forcée de tous les illégitimes et descendants d'illégitimes dans les communes.
Les privilèges des communes bourgeoises sont définitivement supprimés par la Constitution fédérale de 1874 et le système municipal (déjà adopté par 31 communes sur 63) obligatoirement introduit dans le canton de Neuchâtel avec la loi sur les communes de 1875.

### Commune politique (depuis 1888)
À la suite de la révision des articles 64 à 70 de la Constitution cantonale (décret du 7 avril 1887), les deux formes de commune sont réunies et sous ce seul terme ; elle administre tous les biens et gère les services publics locaux.
Anciennes communes et municipalités fusionnent avec la Loi sur les communes du 5 mars 1888 : c’est à cette occasion que des petites communautés sont regroupées dans des entités nouvelles (Corcelles-Cormondrèche, Fenin-Vilars-Saules, Marin-Epagnier, Thielle-Wavre, Vaumarcus-Vernéaz, etc.) ou agrégées à une grande commune voisine (Voëns et Le Maley à Saint-Blaise, Sauges à Saint-Aubin, Combes au Landeron).
Les institutions du conseil général (législatif communal) et du conseil communal (exécutif communal) avec les commissions diverses (notamment scolaire) ont été instaurées à ce moment.
En 1964, la loi sur les communes est revue.
Depuis 2009, plusieurs communes ont lancé un processus de fusion communale, largement soutenu par le Conseil d’État : création de La Tène (2009), Val-de-Travers (2009), Val-de-Ruz (2013), Milvignes (2013), Rochefort (2016), La Grande Béroche (2018), Le Locle - Les Brenets et Neuchâtel (2021).

## Cadre légal et missions
L'existence des communes neuchâteloises est garantie par la Loi sur les communes du 21 décembre 1964. Une commune comprend tous les habitants qui y sont domiciliés et tous les biens appartenant à la communauté. Le territoire communal est déterminé par les actes cadastraux. Les communes sont sous la surveillance directe du Conseil d'État neuchâtelois.

### Autorités communales
Les autorités d'une commune neuchâteloise sont le conseil général (législatif communal) et le conseil communal (exécutif communal comprenant entre 3 et 7 membres), élus au système proportionnel ou majoritaire suivant les communes, et d'autres commissions (notamment scolaire) dont la loi ordonne ou autorise la nomination.

### Prérogatives communales
Les prérogatives des communes neuchâteloises ont varié dans le temps. Si, au 19e siècle, les communes avaient encore des responsabilités en matière militaire, celles-ci ont disparu au 20e siècle.
Jusqu'à la fin du 20e siècle, les communes étaient maîtresses chez elles en matière d'école, de social et de police, mais ces domaines sont maintenant pilotés par le Canton en collaboration avec les communes,.
D'autres domaines comme l'aménagement du territoire, la mobilité, l'accueil de la population, le soutien aux sociétés et entreprises locales, la culture et les sports restent prioritairement gérés par les communes.
Enfin, d'autres domaines comme l'état civil sont ainsi gérés conjointement par la Confédération, le Canton et les communes.

### Organisation
L'organisation administrative de la commune est de la compétence du Conseil communal.
Toute commune est responsable de ses archives. Pour cela, plusieurs communes se sont regroupées au sein d'une convention intercommunale pour un Service intercommunal d'archivage.

### Syndicats intercommunaux
Plusieurs communes peuvent unir leurs efforts dans un syndicat intercommunal ou dans un syndicat régional en vue d'assumer en commun des tâches déterminées. Des lois spéciales peuvent déclarer obligatoire l'adhésion à un syndicat.

### Conventions intercommunales
Les communes neuchâteloises recourent aussi à des systèmes de collaboration entre elles plus légers que les syndicats, en particulier via des conventions. Un bon exemple en est le Service intercommunal d'archivage (SIAr) qui a est basé sur une convention signée en 2009 par les premières communes.

## Liste des communes
En 2025, le canton de Neuchâtel compte 24 communes, réparties en quatre régions. Ces régions remplacent au 1er janvier 2018 les six districts et reprennent à cette date leur rôle d'échelon statistique.
Le canton s'étend également sur les lacs de Bienne et de Neuchâtel, sans que ces deux zones ne fassent partie d'aucune commune ; elles sont comprises dans la liste à fins de comparaison.
| Nom                        | N° OFS | Région         | Population (décembre 2023) | Superficie (km2) | Densité (hab./km2) |
| -------------------------- | ------ | -------------- | -------------------------- | ---------------- | ------------------ |
| Boudry                     | 6404   | Littoral       | +006 320,                  | +0016,77         | 377                |
| Brot-Plamboz               | 6433   | Montagnes      | +000294,                   | +0016,03         | 18                 |
| Cornaux                    | 6451   | Littoral       | +001 647,                  | +0004,72         | 349                |
| Cortaillod                 | 6408   | Littoral       | +004 798,                  | +0003,69         | 1300               |
| Cressier                   | 6452   | Littoral       | +001 924,                  | +0008,55         | 225                |
| La Brévine                 | 6432   | Montagnes      | +000615,                   | +0041,82         | 15                 |
| La Chaux-de-Fonds          | 6421   | Montagnes      | +037 233,                  | +0055,66         | 669                |
| La Chaux-du-Milieu         | 6435   | Montagnes      | +000496,                   | +0017,28         | 29                 |
| La Côte-aux-Fées           | 6504   | Val-de-Travers | +000483,                   | +0012,85         | 38                 |
| La Grande Béroche          | 6417   | Littoral       | +009 082,                  | +0042,21         | 215                |
| La Sagne                   | 6423   | Montagnes      | +001 068,                  | +0025,55         | 42                 |
| Laténa                     | 6513   | Littoral       | +011 698,                  | +0026,02         | 450                |
| Le Cerneux-Péquignot       | 6434   | Montagnes      | +000311,                   | +0015,67         | 20                 |
| Le Landeron                | 6455   | Littoral       | +004 647,                  | +0010,31         | 451                |
| Le Locle                   | 6436   | Montagnes      | +010 875,                  | +0034,66         | 314                |
| Les Planchettes            | 6422   | Montagnes      | +000198,                   | +0011,73         | 17                 |
| Les Ponts-de-Martel        | 6437   | Montagnes      | +001 229,                  | +0018,23         | 67                 |
| Les Verrières              | 6511   | Val-de-Travers | +000649,                   | +0028,68         | 23                 |
| Lignières                  | 6456   | Littoral       | +001 041,                  | +0012,51         | 83                 |
| Milvignes                  | 6416   | Littoral       | +009 312,                  | +0008,78         | 1061               |
| Neuchâtel                  | 6458   | Littoral       | +044 898,                  | +0030,08         | 1493               |
| Rochefort                  | 6413   | Littoral       | +001 325,                  | +0025,84         | 51                 |
| Val-de-Ruz                 | 6487   | Val-de-Ruz     | +017 499,                  | +0124,26         | 141                |
| Val-de-Travers             | 6512   | Val-de-Travers | +010 649,                  | +0124,91         | 85                 |
| Partie du lac de Bienne    | 9178   |                | +00 0000,                  | +0000,52         | 0                  |
| Partie du lac de Neuchâtel | 9155   |                | +00 0000,                  | +0085,48         | 0                  |
| Total                      | Total  | Total          | +178 291,                  | +0802,93         | 222                |

## Fusions de communes
Les communes neuchâteloises ont été créées par réunion des communes municipales et bourgeoises en 1888 à la suite de l'adoption de la loi sur les communes.
Depuis 2009, plusieurs communes ont lancé un processus de fusion communale, largement soutenu par le Conseil d'État cantonal.
Le tableau ci-dessous dresse la liste des fusions de communes ayant été opérées dans le canton de Neuchâtel.

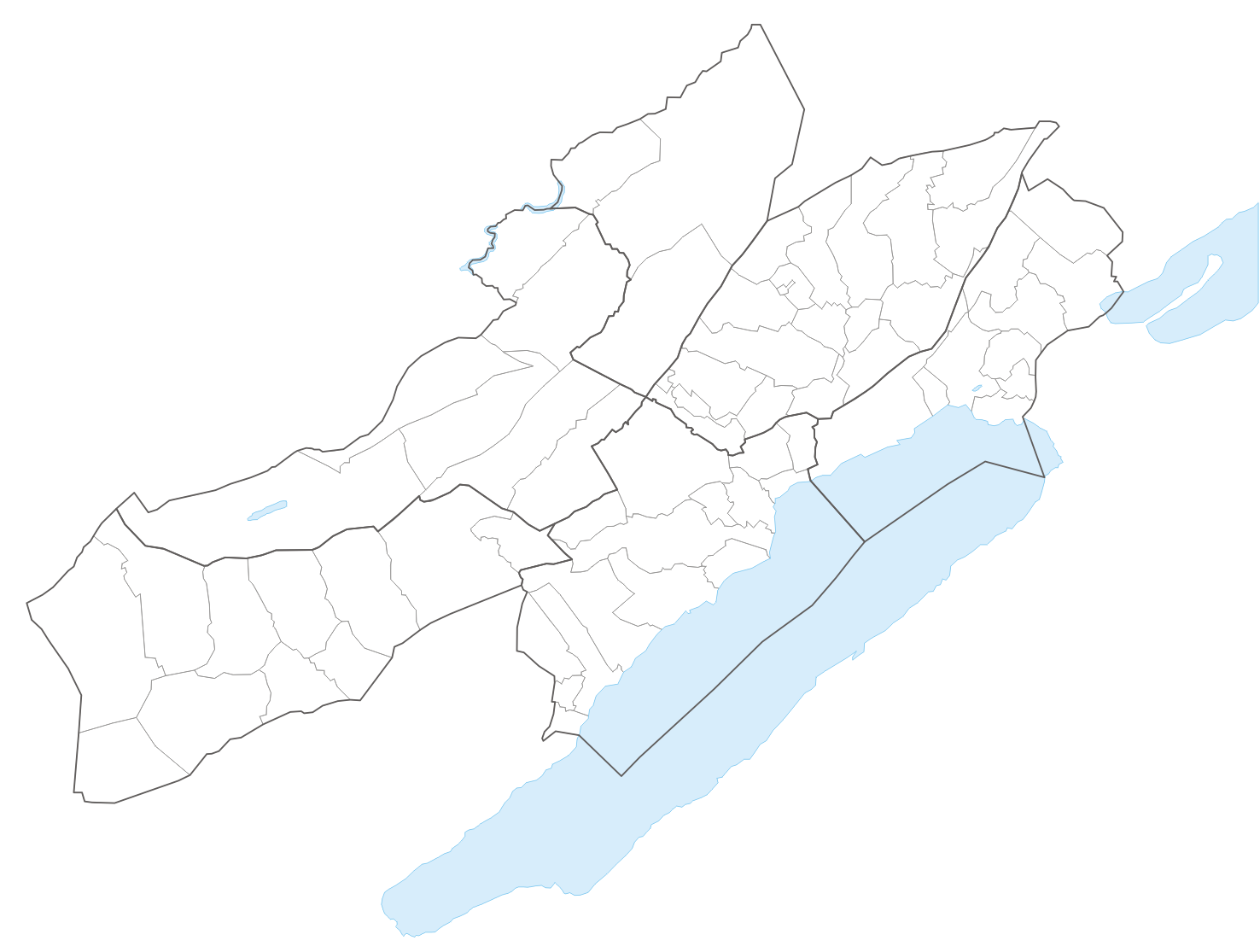
Communes jusqu'en 2008.
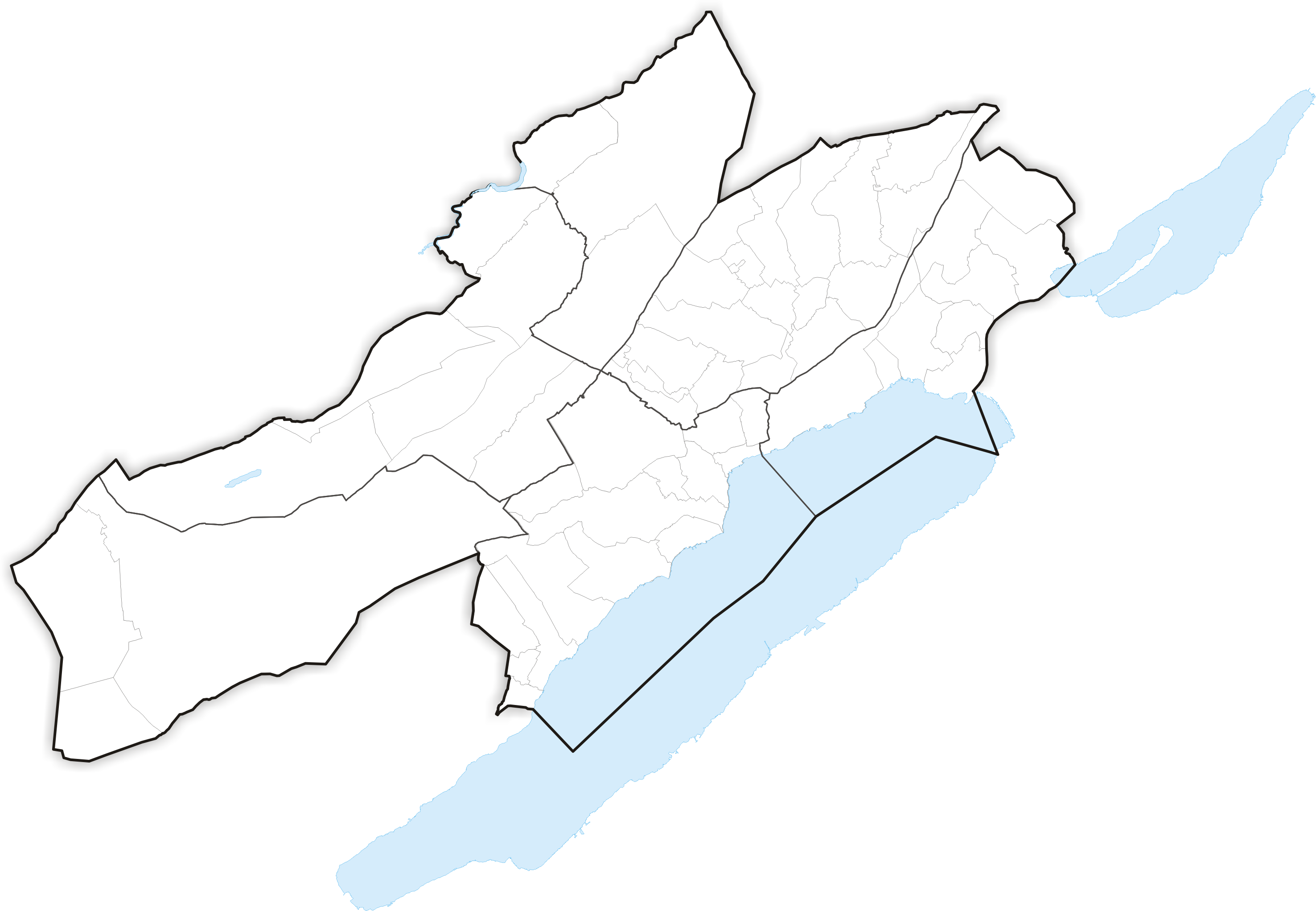
Communes jusqu'en 2012.
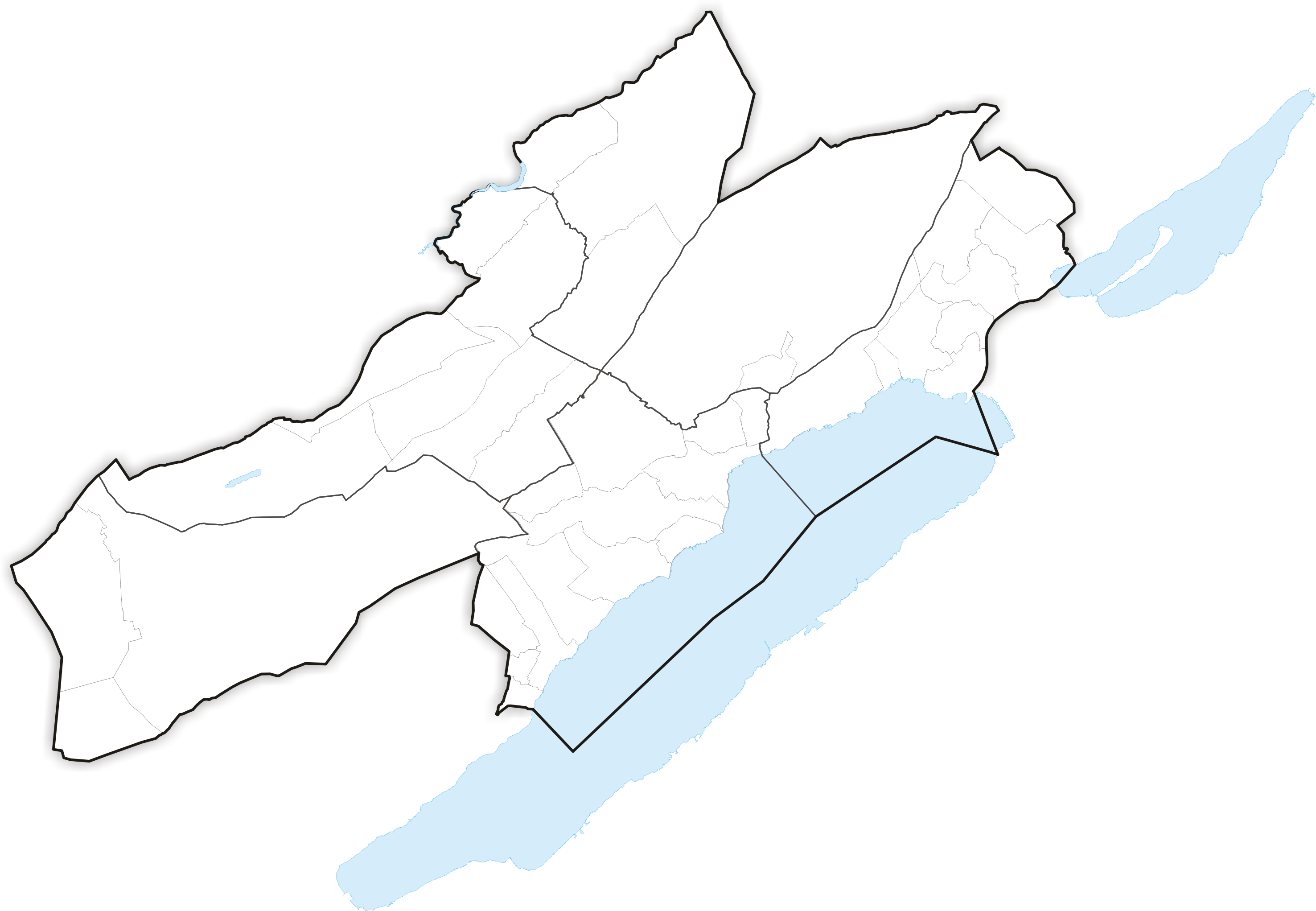
Communes à partir de 2013.

| Entrée en vigueur (date) | Anciennes communes/entités | Nouvelle commune       |
| ------------------------ | --- | ---------------------- |
| 1870                     | Areuse + Boudry | Boudry                 |
| 1888                     | Brot-Dessus + Plamboz (municipalité créée en 1875, fusion de la municipalité avec les communes bourgeoises en 1888) | Brot-Plamboz           |
| 1888                     | Combes + Le Landeron (municipalité créée en 1874, fusion de la municipalité avec les communes bourgeoises en 1888) | Landeron-Combes        |
| 1888                     | Fenin + Saules + Vilars (municipalité créée en 1875, fusion de la municipalité avec les communes bourgeoises en 1888) | Fenin-Vilars-Saules    |
| 1888                     | Vaumarcus + Vernéaz (municipalité créée en 1875, fusion de la municipalité avec les communes bourgeoises en 1888) | Vaumarcus-Vernéaz      |
| 1888                     | Voëns-Maley + Saint-Blaise | Saint-Blaise           |
| 1888                     | Epagnier + Marin | Marin-Epagnier         |
| 1888                     | Thielle + Wavre | Thielle-Wavre          |
| 1888                     | Saint-Aubin + Sauges | Saint-Aubin-Sauges     |
| 1888                     | Corcelles + Cormondrèche | Corcelles-Cormondrèche |
| 1900                     | La Chaux-de-Fonds + Les Éplatures | La Chaux-de-Fonds      |
| 1930                     | La Coudre + Neuchâtel | Neuchâtel              |
| 1er janvier 2009         | Marin-Epagnier + Thielle-Wavre | La Tène                |
| 1er janvier 2009         | Boveresse + Buttes + Couvet + Fleurier + Les Bayards + Môtiers + Noiraigue + Saint-Sulpice + Travers | Val-de-Travers         |
| 1er janvier 2013         | Auvernier + Bôle + Colombier | Milvignes              |
| 1er janvier 2013         | Boudevilliers + Cernier + Chézard-Saint-Martin + Coffrane + Dombresson + Engollon + Fenin-Vilars-Saules + Fontainemelon + Fontaines + Les Geneveys-sur-Coffrane + Les Hauts-Geneveys + Montmollin + Le Pâquier + Savagnier + Villiers | Val-de-Ruz             |
| 1er janvier 2016         | Brot-Dessous + Rochefort | Rochefort              |
| 1er janvier 2018         | Bevaix + Fresens + Gorgier + Montalchez + Saint-Aubin-Sauges + Vaumarcus | La Grande Béroche      |
| 1er janvier 2021         | Corcelles-Cormondrèche + Peseux + Neuchâtel + Valangin | Neuchâtel              |
| 1er janvier 2021         | Les Brenets + Le Locle | Le Locle               |
| 1er janvier 2025         | Enges + Hauterive + La Tène + Saint-Blaise | Laténa                 |